# Kanton Longwy
Der Kanton Longwy ist seit 1790 ein französischer Wahlkreis im Arrondissement Val-de-Briey im Département Meurthe-et-Moselle in der Region Grand Est (bis 2015 Lothringen); das Bureau centralisateur befindet sich in Longwy.

## Lage
Der Kanton liegt im Norden des Départements Meurthe-et-Moselle.

## Geschichte
Der Kanton entstand 1790. Bis 2015 gehörte als einzige Gemeinde die Stadt Longwy zum Kanton. Mit der Neuordnung der Kantone in Frankreich stieg die Zahl der Gemeinden 2015 auf 8. Zur bisherigen Gemeinde kamen 4 der 8 Gemeinden des bisherigen Kantons Mont-Saint-Martin und 3 der 6 Gemeinden des bisherigen Kantons Herserange hinzu.

## Gemeinden
Der Kanton besteht aus acht Gemeinden mit insgesamt 34.809 Einwohnern (Stand: 1. Januar 2022) auf einer Gesamtfläche von 45,39 km²:
| Gemeinde          | Einwohner 1. Januar 2022 | Fläche km² | Dichte Einw./km² | Code INSEE | Postleitzahl |
| ----------------- | ------------------------ | ---------- | ---------------- | ---------- | ------------ |
| Chenières         | 600                      | 8,50       | 71               | 54127      | 54720        |
| Cutry             | 1.042                    | 5,97       | 175              | 54151      | 54720        |
| Haucourt-Moulaine | 3.483                    | 7,42       | 469              | 54254      | 54860        |
| Herserange        | 4.176                    | 3,54       | 1.180            | 54261      | 54440        |
| Lexy              | 3.902                    | 5,99       | 651              | 54314      | 54720        |
| Longwy            | 15.492                   | 5,34       | 2.901            | 54323      | 54400        |
| Mexy              | 2.303                    | 4,90       | 470              | 54367      | 54135        |
| Réhon             | 3.811                    | 3,73       | 1.022            | 54451      | 54430        |
| Kanton Longwy     | 34.809                   | 45,39      | 767              | 5407       | –            |

Bis zur landesweiten Neuordnung der französischen Kantone im März 2015 gehörten zum Kanton Longwy nur die Gemeinde Longwy. Sein Zuschnitt entsprach einer Fläche von 5,34 km2. Er besaß vor 2015 einen anderen INSEE-Code als heute, nämlich 5416.

### Bevölkerungsentwicklung
| 1962   | 1968   | 1975   | 1982   | 1990   | 1999   | 2006   | 2012   | 2018   |
| ------ | ------ | ------ | ------ | ------ | ------ | ------ | ------ | ------ |
| 20.223 | 21.076 | 20.131 | 17.338 | 15.439 | 14.521 | 14.317 | 14.521 | 34.004 |

## Politik
Im 1. Wahlgang am 22. März 2015 für die Wahl der Vertreter des Wahlkreises erreichte keines der fünf Wahlpaare die absolute Mehrheit. Bei der Stichwahl am 29. März 2015 gewann das Gespann Christian Ariès/Sylvie Balon (beide PS) gegen Andrée Himbert/Christophe Le Lardic (beide FN) mit einem Stimmenanteil von 63,79 % (Wahlbeteiligung: 35,60 %).
Im 1. Wahlgang am 20. Juni 2021 erreichte keines der drei Wahlpaare die absolute Mehrheit. Bei der Stichwahl am 27. Juni 2021 gewann das Gespann Vincent Hamen/Sylvie Balon (beide PS) gegen Gérard Didelot/Muriel Ferraro (beide UDC) mit einem Stimmenanteil von 51,76 % (Wahlbeteiligung: 19,57 %).
Seit 1945 hatte der Kanton folgende Abgeordnete im Départementrat:
| Vertreter im Départementrat | Vertreter im Départementrat  | Vertreter im Départementrat             |
| Amtszeit                    | Name                         | Partei                                  |
| --------------------------- | ---------------------------- | --------------------------------------- |
| 1945–1949                   | Jean Lafont                  | SFIO                                    |
| 1949-196.                   | Georges Lejeune              | RPF, dann DVD                           |
| 196.–1967                   | Charles Grein                | Union des démocrates pour la République |
| 1967–1973                   | Bogdan Politanski            | PCF                                     |
| 1973–1994                   | Jules Jean                   | PCF                                     |
| 1994–2001                   | Jean-Paul Durieux            | PS                                      |
| 2001–2015                   | Christian Ariès              | DVG                                     |
| 2015–2021                   | Christian Ariès Sylvie Balon | PS                                      |
| 2021–                       | Vincent Hamen Sylvie Balon   | PS                                      |